# Selección de fútbol de Papúa Occidental
La selección de fútbol de Papúa Occidental es el equipo representativo del lado oeste de la Isla de Nueva Guinea en las competiciones oficiales. Su organización está a cargo de la Asociación de Fútbol de Papúa Occidental, perteneciente a la ConIFA y la WUFA.
Papúa Occidental estaba afiliada a la NF-Board y aceptó la invitación de participar en la Copa Mundial VIVA, pero finalmente no pudieron conseguir el financiamento necesario para acudir al torneo y se vieron obligados a retirarse. Su primer partido disputado por este combinado fue el año 2005, por la Copa UNPO, empatando 1-1 y luego perdiendo por penales ante Molucas del Sur, partido de 30 minutos por lado.

## Resultados

### Últimos partidos y próximos encuentros
| Fecha                   | Ciudad  | Competición                                                  | Local            | Resultado                                                   | Visitante           |
| ----------------------- | ------- | ------------------------------------------------------------ | ---------------- | ----------------------------------------------------------- | ------------------- |
| 23 de junio de 2005     | La Haya | Copa UNPO                                                    | Papúa Occidental | 1:1                                                         | Molucas del Sur     |
| 19 de octubre de 2019   | La Haya | Amistoso                                                     | Papúa Occidental | 2:8                                                         | Turquestán Oriental |
| 21 de diciembre de 2019 | La Haya | Clasificación de la Copa Mundial de Fútbol de ConIFA de 2020 | Papúa Occidental | 2:10 Archivado el 17 de octubre de 2020 en Wayback Machine. | Tamil Eelam         |
| 23 de octubre de 2021   | La Haya | Amistoso                                                     | Papúa Occidental | 22:0                                                        | Estado de Katanga   |
| 1 de noviembre de 2022  | La Haya | Amistoso                                                     | Papúa Occidental | 5:5                                                         | Tik Tok United      |
| 12 de noviembre de 2022 | La Haya | Amistoso                                                     | Papúa Occidental | 1:1                                                         | Raetia              |
| 18 de agosto de 2023    | La Haya | Amistoso                                                     | Papúa Occidental | 5:2                                                         | Tibet               |

## Estadísticas
| Año       | Posición    | PJ        | PG        | PE        | PP        | GF        | GC        |
| Copa UNPO | Copa UNPO   | Copa UNPO | Copa UNPO | Copa UNPO | Copa UNPO | Copa UNPO | Copa UNPO |
| --------- | ----------- | --------- | --------- | --------- | --------- | --------- | --------- |
| 2005      | Semifinales | 1         | 0         | 1         | 0         | 1         | 1         |
| 2017      | 3º lugar    | ?         | ?         | ?         | ?         | ?         | ?         |
| Total     | 2/2         | ?         | ?         | ?         | ?         | ?         | ?         |